# Sites chiroptères du Vexin français
Sites chiroptères du Vexin français este o arie protejată (sit de importanță comunitară — SCI) din Franța întinsă pe o suprafață de 22,3 ha, integral pe uscat.

## Localizare
Centrul sitului Sites chiroptères du Vexin français este situat la coordonatele 49°10′31″N 1°46′47″E / 49.17528°N 1.77972°E.

## Înființare
Situl Sites chiroptères du Vexin français a fost declarat arie specială de conservare în baza directivei 92/43 din 1992 referitoare la conservarea habitatelor naturale și a faunei și florei sălbatice pentru a proteja 5 specii de animale.

## Biodiversitate
Situată în ecoregiunea atlantică, aria protejată nu include niciun habitat protejat.
La baza desemnării sitului se află mai multe specii protejate de  mamifere (5): liliac cu urechi mari (Myotis bechsteinii), liliac cărămiziu (Myotis emarginatus), liliac comun (Myotis myotis), liliacul mare cu potcoavă (Rhinolophus ferrumequinum), liliacul mic cu potcoavă (Rhinolophus hipposideros).
Pe lângă speciile protejate, pe teritoriul sitului au mai fost identificate 6 specii de mamifere.